# Картузов
Картузов — аал в Аскизском районе Хакасии, находится в 49 км от райцентра — с. Аскиз.

## География
Расстояние до ближайшей ж.-д. станции Аскиз — 22 км.

## Население
| 2002 | 2010 |
| ---- | ---- |
| 12   | →12  |

## Топографические карты
- Лист карты N-45-108 Вершина  Теи. Масштаб: 1 : 100 000. Состояние местности на 1989 год. Издание 1992 г.